# Grand Prix Cycliste de Québec 2024
Das Straßenradrennen Grand Prix Cycliste de Québec 2024 war die 13. Austragung des kanadischen Eintagesrennens. Das Rennen fand am 13. September 2024 statt und war Teil der UCI WorldTour 2024.
Im Sprint setzte sich Michael Matthews (Team Jayco AlUla) vor Biniam Girmay (Intermarché-Wanty) und Rudy Molard (Groupama-FDJ) durch.

## Teilnehmende Mannschaften und Fahrer
Neben den 18 UCI WorldTeams gingen auch 5 UCI ProTeams sowie eine Auswahl des kanadischen Nationalteams bei dem Rennen an den Start. Für jedes Team waren sieben Fahrer startberechtigt.
Mit dem Titelverteidiger Arnaud De Lie (Lotto Dstny) und Michael Matthews (Jayco AlUla) standen zwei ehemalige Sieger bei dem Rennen an dem Start.
Zu den Favoriten zählten in erster Linie die endschnellen Klassiker-Spezialisten. Als Top-Favorit galt Tadej Pogačar (UAE Team Emirates), der nach seinem Giro-d’Italia- und Tour-de-France-Sieg sein erstes Rennen bestritt. Unterstützung erhielt er von Juan Ayuso und Tim Wellens, die ebenfalls zum Favoritenkreis zählten. Weitere Siegesanwärter waren: Matteo Jorgenson, Tiesj Benoot (beide Team Visma-Lease a Bike), Julian Alaphilippe (Soudal Quick-Step), Arnaud De Lie, Maxim Van Gils (beide Lotto Dstny), Michael Matthews, Simon Yates (beide Team Jayco AlUla), Biniam Girmay (Intermarché-Wanty), Matej Mohorič, Pello Bilbao (beide Bahrain Victorious), Stephen Williams, Michael Woods, Corbin Strong (alle Israel-Premier Tech), Romain Bardet (Team dsm-firmenich PostNL), Valentin Madouas, Romain Grégoire (beide Groupama-FDJ), Alberto Bettiol (EF Education-EasyPost), Paul Lapeira (Decathlon AG2R La Mondiale Team), Toms Skujiņš (Lidl-Trek), Magnus Sheffield (Ineos Grenadiers) und Tobias Halland Johannessen (Uno-X Mobility).
| UCI WorldTeams | UCI WorldTeams                  | UCI WorldTeams | UCI WorldTeams          | UCI WorldTeams | UCI WorldTeams            | UCI ProTeams | UCI ProTeams           | Nationalteams |
| -------------- | ------------------------------- | -------------- | ----------------------- | -------------- | ------------------------- | ------------ | ---------------------- | ------------- |
| ADC            | Alpecin-Deceuninck              | GFC            | Groupama-FDJ            | DFP            | Team dsm-firmenich PostNL | IPT          | Israel-Premier Tech    | Kanada        |
| ARK            | Arkéa-B&B Hotels                | IGD            | Ineos Grenadiers        | JAY            | Team Jayco AlUla          | LDT          | Lotto Dstny            |               |
| AST            | Astana Qazaqstan Team           | IWA            | Intermarché-Wanty       | TVL            | Team Visma-Lease a Bike   | TNN          | Team Novo Nordisk      |               |
| TBV            | Bahrain Victorious              | LTK            | Lidl-Trek               | UAD            | UAE Team Emirates         | TUD          | Tudor Pro Cycling Team |               |
| COF            | Cofidis                         | MOV            | Movistar Team           |                |                           | UXM          | Uno-X Mobility         |               |
| DAT            | Decathlon AG2R La Mondiale Team | RBH            | Red Bull-Bora-Hansgrohe |                |                           |              |                        |               |
| EFE            | EF Education-EasyPost           | SOQ            | Soudal Quick-Step       |                |                           |              |                        |               |

## Streckenführung
Die Strecke des Rennens hatte sich im Vergleich zu den Vorjahren nicht verändert und führte entlang des Sankt-Lorenz-Stroms und durch Vieux-Québec. Die Fahrer mussten einen 12,6 Kilometer langen Rundkurs 16-mal befahren und legten so insgesamt 201,6 Kilometer zurück. Gegen Ende jeder Runde folgte der kurze, aber steile Anstieg der Côte de la Montagne (42 m), sowie der Schlussanstieg, der sich in drei Stufen unterteilen ließ (Côte de la Potasse, Monteé de la Fabrique und Grand Allée). Pro Runde wurden 186 Höhenmeter absolviert, womit das Rennen insgesamt 2976 Höhenmeter aufwies.
Der Start- und Zielbereich befand sich auf der Grand Allée zwischen dem Parc de la Francophonie und dem Place George-V. Diese stieg leicht an, ehe die Fahrer auf die Avenue Taché abbogen und so in die Abraham-Ebene gelangten, wo sie auf der Avenue Ontario das Musée national des beaux-arts du Québec passierten. Nach rund dreieinhalb Kilometern wurde die Parkanlage verlassen und die Strecke führte zurück auf die Grand Allée. Nun folgte eine schnelle Abfahrt über die Avenue de Laune und die Côte Gilmour. Im Anschluss führte die Strecke für vier Kilometer entlang des Sankt-Lorenz-Stroms bis zur Rue Dalhousie wo die Fahrer bei Kilometer neun auf die Côte de la Montagne abbogen die für 375 Meter mit einem Schnitt von 10 % anstieg. Im Anschluss folgte eine Abfahrt über die Rue des Remparts und Côte de la Canoterie auf die breitere Rue Saint-Vallier Est. Dieser folgten die Fahrer für wenige Meter, ehe die Straße auf der Côte de la Potasse erneut zu steigen begann und in die Rue des Glacis mündete. Dieser Abschnitt wies eine durchschnittliche Steigung von 9 % auf und war 420 Meter lang. Nun ging es vorbei am Capitole de Québec durch das Saint John Gate in die Altstadt von Québec. Die Straße war in diesem Bereich leicht abschüssig, begann kurz darauf jedoch auf der 190 Meter langen Côte de la Fabrique wieder mit 7 % zu steigen. Vorbei am Rathaus von Québec und der Notre-Dame de Québec ging es zum vorläufig höchsten Punkt, der nach 11,4 Kilometern auf der Rue de Buade erreicht wurde. Die letzten zwei Kilometer führten leicht ansteigend über die Rue du Fort und Rue Saint-Louis, ehe es durch das St. Louis Gate zurück auf die Grand Allée ging, wo sich der Zielstrich befand. Der letzte Kilometer stieg im Schnitt mit 4 % an und verlief zwischen dem Hôtel du Parlement du Québec und der Zitadelle von Québec.
|                       | km   | Länge (m) | Höhe (m) | Ø Steigung |
| --------------------- | ---- | --------- | -------- | ---------- |
| Côte de la Montagne   | 9,3  | 375       | 42       | 10 %       |
| Côte de la Potasse    | 10,7 | 420       | 47       | 9 %        |
| Monteé de la Fabrique | 11,4 | 190       | 47       | 7 %        |
| Grand Allée           | 12,3 | 1000      | 91       | 4 %        |

## Rennverlauf und Ergebnis
| \| Gesamtwertung \| Gesamtwertung \| Gesamtwertung \| Gesamtwertung \| Gesamtwertung \| \| Fahrer \| Fahrer \| Land \| Team \| Zeit \| \| ------------- \| ------------------ \| ------------------ \| -------------------------- \| --------------- \| \| 1. \| Michael Matthews \| Australien \| Team Jayco AlUla \| 4 h 45 min 36 s \| \| 2. \| Biniam Girmay \| Eritrea \| Intermarché-Wanty \| + 0 s \| \| 3. \| Rudy Molard \| Frankreich \| Groupama-FDJ \| + 0 s \| \| 4. \| Tiesj Benoot \| Belgien \| Team Visma \\| Lease a Bike \| + 0 s \| \| 5. \| Per Strand Hagenes \| Norwegen \| Team Visma \\| Lease a Bike \| + 0 s \| \| 6. \| Bauke Mollema \| Niederlande \| Lidl-Trek \| + 0 s \| \| 7. \| Tadej Pogačar \| Slowenien \| UAE Team Emirates \| + 0 s \| \| 8. \| Neilson Powless \| Vereinigte Staaten \| EF Education-EasyPost \| + 0 s \| \| 9. \| Pello Bilbao \| Spanien \| Bahrain Victorious \| + 0 s \| \| 10. \| Edoardo Zambanini \| Italien \| Bahrain Victorious \| + 0 s \| |                    |                    |                            |                 |
| |                    |                    |                            |                 |
| Quelle: ProCyclingStats |                    |                    |                            |                 |
| Gesamtwertung |                    |                    |                            |                 |
| Fahrer | Fahrer             | Land               | Team                       | Zeit            |
| 1. | Michael Matthews   | Australien         | Team Jayco AlUla           | 4 h 45 min 36 s |
| 2. | Biniam Girmay      | Eritrea            | Intermarché-Wanty          | + 0 s           |
| 3. | Rudy Molard        | Frankreich         | Groupama-FDJ               | + 0 s           |
| 4. | Tiesj Benoot       | Belgien            | Team Visma \| Lease a Bike | + 0 s           |
| 5. | Per Strand Hagenes | Norwegen           | Team Visma \| Lease a Bike | + 0 s           |
| 6. | Bauke Mollema      | Niederlande        | Lidl-Trek                  | + 0 s           |
| 7. | Tadej Pogačar      | Slowenien          | UAE Team Emirates          | + 0 s           |
| 8. | Neilson Powless    | Vereinigte Staaten | EF Education-EasyPost      | + 0 s           |
| 9. | Pello Bilbao       | Spanien            | Bahrain Victorious         | + 0 s           |
| 10. | Edoardo Zambanini  | Italien            | Bahrain Victorious         | + 0 s           |

## Vergabe der UCI-Punkte
Der Grand Prix Cycliste de Québec 2024 ist Teil der UCI WorldTour 2024. Nach dem Rennen werden UCI-Punkte vergeben, die sich auf die Platzierung der Fahrer und Mannschaften im UCI Ranking auswirken. Die Punktevergabe erfolgt nach folgendem Schlüssel:
| Platzierung  | 1.  | 2.  | 3.  | 4.  | 5.  | 6.  | 7.  | 8.  | 9.  | 10. | Anmerkung                               |
| ------------ | --- | --- | --- | --- | --- | --- | --- | --- | --- | --- | --------------------------------------- |
| Tageswertung | 500 | 400 | 325 | 275 | 225 | 175 | 150 | 125 | 100 | 85  | gestaffelt bis zum 60. Platz (3 Punkte) |